# 낙화암천
낙화암천(落花岩川)은 경상북도 영주시 부석면의 달터 부근에서 발원하여 남동류,부석면 중심지를 거쳐 계속 남류하다가 태창농원 부근에서 동류, 영생농원 부근에서 남류하다가 경상북도 봉화군 봉화읍 적덕리에서 낙동강의 지류인 내성천으로 흘러드는 강이다.2011년 6월 9일 서 모씨(당시 48세)는 가축 분뇨를 이 강에 무단 방류한 혐의로 경찰에 붙잡혔다.